# Березовский, Борис Вадимович
Бори́с Вади́мович Березо́вский (род. 4 января 1969, Москва) — российский пианист, преподаватель по спецклассу фортепиано МССМШ им. Гнесиных, заслуженный артист Российской Федерации (2016).

## Биография
Родился 4 января 1969 года в Москве, на Арбате, в музыкальной семье. Учился в специальной музыкальной школе имени Гнесиных у Ирины Сергеевны Родзевич и приватно у Измаила Абрамовича Альтермана и Николая Павловича Станишевского. В 1986—1990 гг. учился в Московской консерватории (класс фортепиано Элисо Вирсаладзе). Диплом не получил из-за участия в конкурсе имени Чайковского, совпавшем по времени с выпускными экзаменами.
В 1988 году с большим успехом дебютировал в Лондоне в Вигмор-холле (Wigmore Hall). В 1989 году состоялось его первое выступление во Франции, в Париже — в концертном зале Лувра. 

В 1990 году завоевал Первую премию (Золотую медаль) на IX Международном конкурсе имени П. И. Чайковского.
Уже после победы на конкурсе Чайковского брал частные уроки у Александра Саца, который помог найти свой стиль, раскрыл молодому пианисту творчество Николая Метнера и «очень многое в новой музыке».
В 1991—2013 жил в Лондоне и Брюсселе. Широко гастролирует в России и за рубежом, в том числе, выступал в Театре Елисейских полей (с 2005), в Альберт-холле (с 2000) и в Карнеги-холле (2016). С начала 2000-х годов постоянно выступает на сцене Большого зала Московской консерватории.
Женат. Трое детей: дочери Эвелина (род. 1991, пианистка) и Мария; сын Адриан.
В 2013 году вернулся в Москву, с 2019 года ведёт спецкласс фортепиано в МССМШ им. Гнесиных.

## Творческие контакты и концертная деятельность
Один из крупнейших виртуозов своего поколения, Березовский подчиняет сложнейшие технические задачи созданию поэтической образности произведения. Его интерпретации отмечены оригинальностью, изысканностью звуковой палитры и чувством стиля.
Играл с известными музыкальными коллективами, среди которых
- Консертгебау (Амстердам),
- Нью-Йоркский филармонический оркестр,
- оркестр «Филармония» (Лондон),
- Филадельфийский оркестр,
- Роттердамский филармонический оркестр,
- Национальный оркестр Франции,
- Шведский камерный оркестр,
- Симфонический оркестр Северогерманского радио (Гамбург),
- Симфонический оркестр Франкфуртского радио,
- Мюнхенский филармонический оркестр,
- Российский национальный оркестр (РНО),
- Новый Японский филармонический оркестр,
- Симфонический оркестр Бирмингема,
- Далласский симфонический оркестр,
- Гюрцених-оркестр (Кёльн),
- Уральский филармонический оркестр (УАФО),
- Государственный симфонический оркестр «Новая Россия»,
- Московский камерный оркестр «Musica Viva» и др.

под управлением известных дирижёров, среди которых
- Владимир Ашкенази
- Томас Даусгор
- Густаво Дюдамель
- Шарль Дютуа
- Вольфганг Заваллиш
- Элиаху Инбал
- Дмитрий Китаенко
- Александр Лазарев
- Эндрю Литтон (англ. Andrew Litton)
- Курт Мазур
- Антонио Паппано
- Михаил Плетнёв
- Леонард Слаткин
- Туган Сохиев
- Марк Элдер.

Выступал в ансамбле с Вадимом Репиным, Александром Князевым, Дмитрием Махтиным, Николаем Луганским, Борисом Пергаменщиковым, Святославом Морозом, Брижит Анжерер, Хэмишем Милном, Акико Суванаи, Хидэко Удагавой, Юлианом Рахлиным, Ральфом Киршбаумом (англ. Ralph Kirshbaum), Дмитрием Ситковецким, Александром Мельниковым, Дмитрием Яблонским, Екатериной Державиной, Василием Савенко, Яной Иваниловой, Павлом Милюковым и др.
Участвовал во многих международных музыкальных фестивалях, среди которых «Безумный день» (Нант, Франция — Токио, Япония), Музыкального фестиваля Вербье (Швейцария), Международный фортепианный фестиваль в Ла-Рок-д’Антерон (Франция), «Музыкальные ночи Сюке» (Канн, Франция), Фестиваль радио Франции и Монпелье (Лангедок — Руссильон, Франция), Фестиваль Равинии (Чикаго, США), Музыкальный фестиваль Аспена (Колорадо, США), Рурский фортепианный фестиваль (Эссен, Германия), Зальцбургский фестиваль (Австрия), Музыкальный фестиваль Рейнгау (Германия), Тихоокеанский музыкальный фестиваль (Саппоро, Япония), Братиславский музыкальный фестиваль (Словакия), «Русская зима» (Москва), «Площадь искусств» (Санкт-Петербург) и др., его сольные концерты можно услышать по всему миру — в Берлине и Нью-Йорке, Амстердаме и Лондоне, Париже и Москве, Санкт-Петербурге и Мюнхене, Владимире и Токио, Екатеринбурге и Гамбурге, Афинах и Сеуле, Бильбао и Лиссабоне. 
В январе 2007 г. дал семь концертов в формате «Carte Blanche» в концертном зале Лувра. В том же году, Борис Березовский открыл для себя творчество французского композитора Кароля Беффа (Karol Beffa). В мае 2009 года, впервые исполнил Концерт для фортепиано Беффа (с Национальным оркестром Капитолия Тулузы под управлением Тугана Сохиева).
Инициатор, учредитель и художественный руководитель Международного фестиваля Николая Метнера («Метнер-фестиваль»), который с 2006 г. проходит в Москве, Екатеринбурге и Владимире.Своё отношение к музыке Н. К. Метнера пианист выразил в следующих словах:

 В его музыке я ценю разнообразие: каждая соната имеет свою форму. Кроме того, я ценю в ней фольклорные элементы. Он использует древние образцы, но ни в коем случае не копируя их <…> Музыка Метнера архаична и в то же время отдает поздним романтизмом, причем это сочетание выглядит совершенно естественно. Ко всему прочему, в его музыке есть какой-то, в лучшем смысле этого слова, аристократизм. 
Организатор ежегодного Международного музыкального фестиваля «Летние вечера в Елабуге».

### Рецензии и критика
- В 2007 году журнал Gramophone охарактеризовал Бориса Вадимовича в качестве пианиста «редкого сценического обаяния», дав оценку его пианистической технике:

Игра Березовского отличается невероятной техникой и глубоким звуком, изумительной «летучестью» и потрясающе красивым пиано. «Бесспорно, мы имеем истинного последователя великой русской фортепианной школы», — такова оценка влиятельного журнала Gramophone.
- В 2008 году в обзоре на один из концертов, опубликованных в «Независимой газете», Роман Берченко дал положительную оценку исполнительскому стилю Бориса Вадимовича, стремящемуся преодолеть накопившиеся за минимум полвека исполнительские штампы в российской пианистической школе:

Он словно общается напрямую с композиторами, причём общается на равных, без подобострастия, но и без чванства. Иногда даже кажется, музыка возникает в зале сама по себе, без участия пианиста — настолько естественны, пластичны и убедительны его интерпретации. Березовский никогда не выпячивает своего «я», не старается любой ценой продемонстрировать виртуозность и технику (к слову сказать, поистине совершенную). Напротив, он полностью «растворяется» в композиторе — будь то Рахманинов или Шуман, Бетховен или Шопен, погружает себя и нас в мир автора — уникальный, непохожий на другие. Так играют лишь великие музыканты. 

## Премии
- Четвёртая премия Международного конкурса пианистов в Лидсе (Великобритания, 1987)
- Первая премия Международного конкурса им. П. И. Чайковского (1990)[12]
- Премия Diapason d’Or (1995) и премия (редакторский выбор) Gramophone Magazine (январь 1996) за запись диска совместно с Вадимом Репиным (скрипка): «Прокофьев С. Сонаты для скрипки и фортепиано 1 & 2; пять мелодий для скрипки и фортепиано» (Erato 1995)
- Премия года Немецкой ассоциации звукозаписи в номинации «Камерная музыка» (2005)[13], премия Эхо-Классик в номинации «Лучшая запись года в области камерной музыки. Ансамбль XIX века» (2005)[14], а также премия (редакторский выбор) Gramophone Magazine (апрель 2005) за запись диска: «Рахманинов С. В. Элегическое трио № 2 ре минор, op. 9; Шостакович Д. Д. Трио № 2 ми минор, op. 67» — совместно с Александром Князевым (виолончель) и Дмитрием Махтиным (скрипка) (Warner 2005)
- Премия (выбор № 1) BBC Radio 3 «Building a Library» (май 2006) за запись диска: «Бетховен. Complete Orchestral Works, Vol. 5: Концерт для фортепиано с оркестром №. 3 до минор, op. 37; Тройной концерт для фортепиано, скрипки и виолончели до мажор, op. 56» — совместно с Мэтсом Родиным (виолончель) и Урбаном Свенсоном (скрипка). Дирижёр — Томас Даусгор, Шведский камерный оркестр (Simax 2002).
- Премия года Музыкального журнала BBC в номинации «Инструментальная музыка» (2006)[15], а также премии Gramophone Magazine (редакторский выбор — ноябрь 2005), Diapason d’Or и RTL d’Or за уникальную — концертную — запись в апреле 2005 г этюдов Ф. Шопена и транскрипции этих этюдов, выполненной Л. Годовским (Warner 2005)
- Премия Эхо-Классик[нем.] в номинации «Лучшая сольная запись года. Музыка XX—XXI века» (2007)[16] за запись диска «Хиндемит П. Ludus Tonalis; Сюита „1922“» (Warner 2006)

А также многочисленные премии и рекомендации музыкальных журналов Diapason d’Or, Le Monde de la Musique, BBC Music Magazin, Independent on Sunday и др.

## Дискография
Дискография Березовского включает более 40 CD и несколько DVD.

### Audio CD
- Medtner: Contes & Poèmes / Yana Ivanilova (soprano), Vassily Savenko (bass-bariton) (Mirare 2008)
- Medtner: Two pieces for two pianos, op. 58 / Hamish Milne (piano) — в издании: Nikolai Medtner. Complete Piano Sonatas; Piano Works — CD 7. (Brilliant Classics 2008)
- Chopin, Liszt, Rachmaninov, Moussorgski, Liadov, Medtner, Balakirev: Pieces pour Piano (4 CD-box, Warner 2008)
- Rachmaninov: Suite No. 1 for two pianos, Op. 5 & Suite No. 2 for two pianos, Op. 17 / Brigitte Engerer (piano) (Mirare 2008)
- Mendelssohn: Piano Trios No. 1 & 2, Violin Sonata [1838] / Alexander Kniazev (cello), Dmitri Makhtin (violin) (Warner 2007)
- Hindemith: Ludus Tonalis & Suite 1922, Op. 26 (Warner 2006)
- Slavonic Album (Dvorak, Janacek, Brahms) / Akiko Suwanai (violin) (Philips 2006)
- Tchaikovsky: Piano Concerto No. 1 in B flat minor Op.23; Khachaturian: Piano Concerto in D flat major / Dmitri Liss & Philarmonic Ural Orchestra (Teldec 2006)
- Rachmaninov: Concertos pour piano 1 & 4 / Dmitri Liss & Philarmonic Ural Orchestra (Mirare 2006)
- Rachmaninov: Concertos pour piano 2 & 3 / Dmitri Liss & Philarmonic Ural Orchestra (Mirare 2006)
- Chopin/Godowsky: Etudes (Warner 2005)
- Rachmaninov: Preludes (Mirare 2005)
- Rachmaninov: Trio élégiaque No. 2 in D minor, op. 9; Shostakovich: Trio No. 2 in E minor, op. 67 / Alexander Kniazev (cello), Dmitri Makhtin (violine) (Warner 2005)
- Beethoven: Complete Orchestral Works, Vol. 7: Piano Concerto No. 4 in G-Major, op. 5 & Piano Concerto in D Major, op. 61a / Thomas Dausgaard & Swedish Chamber Orchestra (Simax 2005)
- Liszt: Etudes d’exécution transcendante (Teldec 2003, Warner 2009)
- Brahms: Ein deutsches Requiem, Op. 45 (версия для двух фортепиано и хора) / Sandrine Piau, Stephane Degout, Brigitte Engerer (piano), Laurence Equilbey (Naive 2004)
- Beethoven: Complete Orchestral Works, Vol. 5: Piano Concerto No. 3 in C minor, op. 37 & Triple Concerto for piano, violin, and cello in C major, op. 56 / Mats Rondin (cello), Urban Svensson (violin), Thomas Dausgaard & Swedish Chamber Orchestra (Simax 2002)
- Tchaikovsky: Concerto pour piano & Concerto pour violin / Akiko Suwanai (violin) (2003)
- Khachaturian: Sonata & Dances / Hideko Udagawa (violin) (2003)
- Schumann: Davidsbündlertänze, op. 6 & Klaviersonate 2, op. 22 & Toccata, op. 7 (Teldec 2002)
- Chopin: Etudes, op. 10, op. 25, op. posth. (Teldec 2001)
- Beethoven: Complete Orchestral Works, Vol. 3: Piano Concerto No. 1 & No. 2 & Rondo B-Dur / Thomas Dausgaard & Swedish Chamber Orchestra (Simax 2001)
- Strauss, Bartok, Stravinsky / Vadim Repin (violin) (Erato 2001)
- Medtner: Piano Music / Hamish Milne (piano) (Teldec 2001)
- Rachmaninov: Piano Concerto no. 3 & Tchaikovsky: Piano Concerto no. 1 / Dmitri Kitaenko & Moscow Philarmomic Orchestra (Teldec 2000)
- Schubert: Symphonies 3 & 8, Schubert/Liszt: «Wanderer»-Fantasie / Kurt Masur & New York Philharmonic Orchestra (Teldec 1998, Warner 2007)
- Liszt: Piano Concerto No. 1 in E flat major R.455 & No. 2 in A major R.456 & Totentanz (Danse macabre), R. 457 (Teldec 1998)
- Schumann: Davidsbündlertänze, op. 6 & Klaviersonate 2, op. 22 & Toccata, op. 7 (Teldec 1998)
- Rachmaninov: Variation on a Theme of Chopin & Piano Sonate No. 1 (Teldec 1998)
- Ravel, Medtner: Violin Sonatas / Vadim Repin (violin) (Erato 1997)
- Chopin: Etudes, op. 10, op. 25, op. posth. (Teldec 1997)
- Mussorgsky, Rachmaninov, Balakirev, Medtner, Liadov (Teldec 1996)
- Tchaikovsky: Piano Concerto No.1 & Violin Concerto / Akiko Suwanai (violin) (Teldec 1996)
- Prokofiev: Violin Sonatas 1&2, 5 Melodies / Vadim Repin (violin) (Erato 1995)
- Ravel: Gaspard de la nuit & Sonatine & Valses nobles et sentimentales & La Valse (Teldec 1995)
- Rachmaninov: Piano Concerto No. 3 / Eliahu Inbal & Philharmonia Orchestra (Teldec 1992, Erato 2009)
- Schumann, Khudoley, Balakirev, Tchaikovsky — IX International Tchaikovsky Competition Piano (Мелодия 1991)

### DVD
- Boris Berezovsky — «Les Pianos de la Nuit». Liszt / Лист: 12 этюдов трансцендентного исполнения, S. 139. Режиссёр: Andy Sommer. Съемка 04.08.2002 г. на фестивале в Ла-Рок-д'Антерон (Naïve 2003)
- Bois Berezovsky / Dmitri Makhtin / Alexander Kniazev — «Les Pianos De La Nuit». Tschaikovsky / Чайковский: «Времена года» (№ 6 «Июнь — Баркарола»); Ноктюрн ре минор по пьесе для фортепиано op. 19 № 4; Трио ля минор «Памяти великого артиста», op. 50; Меланхолическая серенада си-бемоль минор, op. 26. Режиссёр: Andy Sommer. Съемка 10.08.2004 г. на фестивале в Ла-Рок-д’Антерон (Naïve 2006)

## Фильмография
- Boris Berezovsky — «Change of Plans»: Interview & Performance. Бетховен: Вариации на тему Диабелли, op. 120; Метнер: Сказки, op. 14, 20, 26, 34, 35, 48, 51; Лливелин: «Изменение планов» (импровизации на тему); Годовский: Старая Вена; Лядов: Прелюдии ре минор, op. 40, № 3 и соль мажор, ор. 46, № 3, Багатель ля-диез мажор, op. 53, № 3. Серия: «Legato — The World Of Piano», vol. 1. Режиссёр: Jan Schmidt-Garre. Концертная съёмка 14.07.2006 г. в Эссене на Рурском музыкальном Фестивале (DVD — Naxos 2007)
- Boris Berezovsky — Pianist und Virtuose. Режиссёры: Holger-Heinrich Preuße, Claus Wischmann (ARTE, ZDF, Sounding Images & Fernsehbüro 2007)